# Выставка (Устьянский район)
Выставка — деревня в Устьянском районе Архангельской области.

## География
Находится в южной части Архангельской области на расстоянии приблизительно 18 км на юг по прямой от административного центра района поселка Октябрьский.

## История
В 1939 году учтена была в составе Ростовского сельсовета). До 2022 года была в составе Ростовско-Минского сельского поселения до его упразднения. В переписях 2002 и 2020 годов не отмечалась.